# Verdict secret
Pour plus de détails, voir Fiche technique et Distribution.
Verdict secret (Sealed Verdict) est un film américain de drame et guerre de 1948, réalisé par Lewis Allen et mettant en vedette Ray Milland, Florence Marly et Broderick Crawford. Le film est adapté du roman The Sealed Verdict de Lionel Shapiro. Il est produit et distribué par Paramount Pictures. D'importants tournages en extérieur ont eu lieu à Strasbourg, ville occupée par les Allemands de 1940 à 1944.

## Fiche technique
- Réalisation : Lewis Allen

## Distribution
- Ray Milland : Maj. Robert Lawson
- Florence Marly : Themis DeLisle
- Broderick Crawford : Captain Kinsella
- John Hoyt : Gen. Otto Steigmann
- John Ridgely : Capt. Lance Nissen
- Ludwig Donath : Jacob Meyersohn
- Norbert Schiller : Slava Rodal
- Dan Tobin : Lieutenant Parker
- Olive Blakeney : Camilla Cameron
- Marcel Journet : Captain Gribemont
- Paul Lees : Private Clay
- James Bell : Mr. Elmer
- Elisabeth Risdon : Mrs. Cora Hockland
- Frank Conroy : Colonel Pike
- Celia Lovsky : Mrs. Emma Steigmann